# ミック・ジャガー
サー・マイケル・フィリップ・ジャガー（Sir Michael Philip Jagger、1943年7月26日 - ）は、イギリスのロック・ミュージシャン、俳優、作曲家である。「ミック（Mick）」の愛称で親しまれ、イギリスのロックバンド、ローリング・ストーンズのボーカルとして知られる。ストーンズのギタリストであるキース・リチャーズと「ジャガー/リチャーズ」の名義で数々のヒット曲を生み出した。1974年からキースと「グリマー・ツインズ」というプロデュース・ユニットを組みセルフ・プロデュースを行っている。
「ローリング・ストーンの選ぶ歴史上最も偉大な100人のシンガー」で第16位。米ビルボード誌「史上最も偉大なロック・リード・シンガー TOP50」で1位。

## 人物
体育教師ジョー・ジャガー（1913 - 2006）とエヴァ・ジャガー（1913 - 2000）の息子として、ケント州ダートフォードで生まれる。母のエヴァは、イギリス保守党の活動的な党員だった。家庭は上層中流で、育ちが良く美しい英語を用いるジャガーはストーンズのブライアン・ジョーンズと同じ中流階級の出身である。美術学校やロンドン・スクール・オブ・エコノミクスで学んだジャガーは後にローリング・ストーンズのギタリストとなるキース・リチャーズとは幼少期より顔見知りだったが、互いに顔と名前を知る程度で友人ではなかった。10代でロックンロールに傾倒し、「リトル・ボーイ・ブルー・アンド・ザ・ブルー・ボーイズ」というバンドで活動した。18歳の頃にダートフォード駅でキース・リチャーズと再会する。リチャーズによれば、この時ジャガーはマディ・ウォーターズとチャック・ベリーのレコードを持っていた。憧れたマディ・ウォーターズと81年に共演している。再会によりお互いがロックンロールとR&Bに興味があることを知った2人は、共に活動を始めのちにローリング・ストーンズを結成した。2人はその後ロンドンに移住し、1962年4月に出会ったブライアン・ジョーンズのスライド・ギター奏法に衝撃を受けた。彼らはバンドを結成して6月頃に初めてローリング・ストーンズと名乗り、1963年6月7日に発売されたデビュー・シングル「カム・オン」でプロ・デビューを果たした。1968年からいくつかの映画に俳優として出演し、監督として映画を製作している。
ストーンズとしてデビュー以来、数十年間ロックの第一線で活動を続けた。元来、ブルースなどの黒人音楽から強い影響を受け、60年代から現在まで一貫して最新の機材や技術に加えて流行の音楽などにも敏感に反応し、ストーンズとソロ・ワークの両方で活用した。ブルース、ソウル、R&B、ファンク、レゲエ、ディスコなど、黒人音楽の流行に目配りしてストーンズのサウンドに取り入れた。ストーンズの曲は専らキース・リチャーズの作曲と見られているが、ミックが作曲した曲も存在する。ベースを強調した「悪魔を憐れむ歌」（1968）やディスコ・ビートを導入したがブルース・ロックの影響も強い「ミス・ユー」（1978）などはジャガー/リチャーズ名義で登録されているが、これはジャガーの発案とされる。
奨学金を受けてロンドン・スクール・オブ・エコノミクスに通っていたジャガーは、ストーンズとしてデビューした後もしばらくは、プロ・ミュージシャンになるか国税局に就職するか随分迷った。2010年現在、アメリカ合衆国の反捕鯨団体シーシェパードの後援者として名を連ねる。実弟のクリス・ジャガーはローリング・ストーンズのアルバム「スティール・ホイールズ」の録音に参加し、ソロアルバムを2枚発売している。

## 来歴、デビューから1979年まで

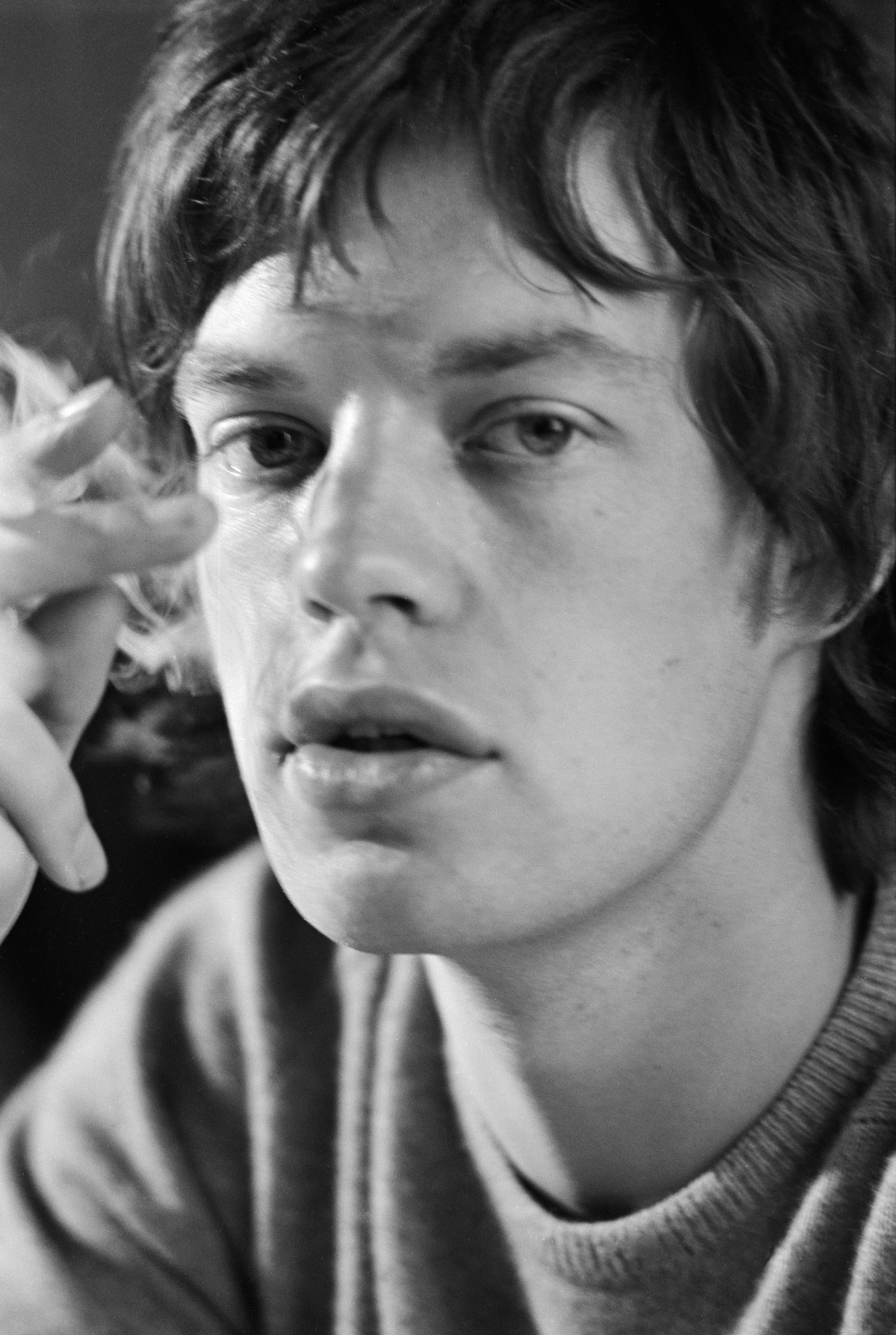
ローリング・ストーンズ時代（1969年）

ストーンズのメイン作曲家であるリチャーズとともに、「ジャガー/リチャーズ」として数多くの楽曲を生み出している。ジャガーらはブルースやR&Bのカバーを中心に録音していたが、ビートルズの大きな成功を目の当たりにして、成功するには自作曲の必要性をレコード会社から迫られていた。このため、当時のマネージャーであったアンドリュー・オールダムによって、リチャーズとともに台所に閉じ込められた逸話もある。この時期にいくつか制作されたオリジナル楽曲に、「テル・ミー」や当時ジャガーの恋人であったマリアンヌ・フェイスフルへ提供してヒットし、自分たちで再度録音してヒットとした「アズ・ティアーズ・ゴー・バイ」などが含まれていた。その後、「サティスファクション」(1965) や「一人ぼっちの世界」、「黒くぬれ!」(1966) などの世界的なヒット曲を生み出していき、ジャガー/リチャーズはレノン=マッカートニーに並ぶ新しいソングライティング・チームとして成長していった。その後も「ジャンピン・ジャック・フラッシュ」「ホンキー・トンク・ウィメン」「ブラウン・シュガー」「ダイスをころがせ」「ハッピー」「悲しみのアンジー」「イッツ・オンリー・ロックンロール」「フール・トゥ・クライ」「ミス・ユー」などの優れた楽曲を発表した。78年にピーター・トッシュと共演した「ドント・ルック・バック」が発表した。78年までは好調を維持したストーンズだったが、80年に発表した「エモーショナル・レスキュー」は彼らの行き詰まりを感じさせ、不評を買うようになる。
俳優活動にも取り組み1968年5月映画出演が発表された。この映画『青春の罠』（Performance）は同年7月にクランク・インし、1970年に公開された。この作品は裁判のためにバンド活動ができなくなったジャガーがその機会に、かねてより興味のあった映画業界にも挑戦したいという意向の表れだった。以降ジャガーは映画業界で俳優、監督業にも手を伸ばすようになった。こうした経緯から同作のサウンドトラックに提供された楽曲「メモ・フロム・ターナー」は、ジャガー初のソロ・シングルとしても発売された。続けて1969年の5月には映画『太陽の果てに青春を』（Ned Kelly）への出演を発表。7月にオーストラリアのメルボルンで撮影を行った。同作で彼は西部の殺し屋役を演じたが、映画の出来に関しては酷評している。また、撮影のため同月のジョーンズの死去に際して葬儀に参列できなかった。彼はこのほかにも数々の映画に出演しているが、1997年の 『ベント／堕ちた饗宴』（Bent）では女装の歌手を演じた。

## 1980年以降の活動
ローリング・ストーンズは、1981年にアルバム「刺青の男」を発表した。アルバム70年代末の不調を払拭するかのような傑作に仕上がり、「スタート・ミー・アップ」ほかのヒット曲を生んだ。ジャガーは1983年頃までストーンズを中心に活動したが、1984年から本格的なソロ活動を開始し、第一弾としてマイケル・ジャクソンとともにリード・ボーカルを担当したジャクソンズの楽曲「ステイト・オブ・ショック」を発売した。
1985年、ビル・ラズウェルとナイル・ロジャースのプロデュースにより制作された初のソロ・アルバム『シーズ・ザ・ボス』を発表した。このアルバムからは「ジャスト・アナザー・ナイト」がシングル・カットされた。同年、デヴィッド・ボウイとのデュエットによるチャリティ・シングル「ダンシング・イン・ザ・ストリート」(1985) も発表。翌年にはローリング・ストーンズ名義で、ボブ&アールをカバーした曲「ハーレム・シャッフル」を発表し、好評を博した。こうした一連の活動状況にリチャーズは強く反発し、ストーンズとして主だった活動は1986年の『ダーティ・ワーク』を除いて1989年まで行われなくなった。ジョーンズは2枚目のソロ・アルバム『プリミティヴ・クール』を1987年に発売し、大々的なツアーを実施した。ジャガーはこのツアーで初めて来日している。このときバンドに参加したリサ・フィッシャーやバーナード・ファウラーの2人は、以降ストーンズの活動にも関わる。
1989年に、ジャガーは数年間停滞していたストーンズの活動を再開した。アルバムとその中からのシングルカット、大規模な世界ツアーを行い、これまで実現していなかったストーンズの初日本公演も実現させた。ジャガーは、このツアーからストーンズの活動を中心にソロ活動を展開し、1993年に『ワンダーリング・スピリット』を発売した。95年には「ライク・ア・ローリング・ストーン」を発表。2001年にレニー・クラヴィッツをプロデューサーに迎えて制作された『ゴッデス・イン・ザ・ドアウェイ』といったアルバムを発売した。またジョージ・W・ブッシュが大統領だった時代に「スウィート・ネオコン」を発表してネオコンを皮肉った。

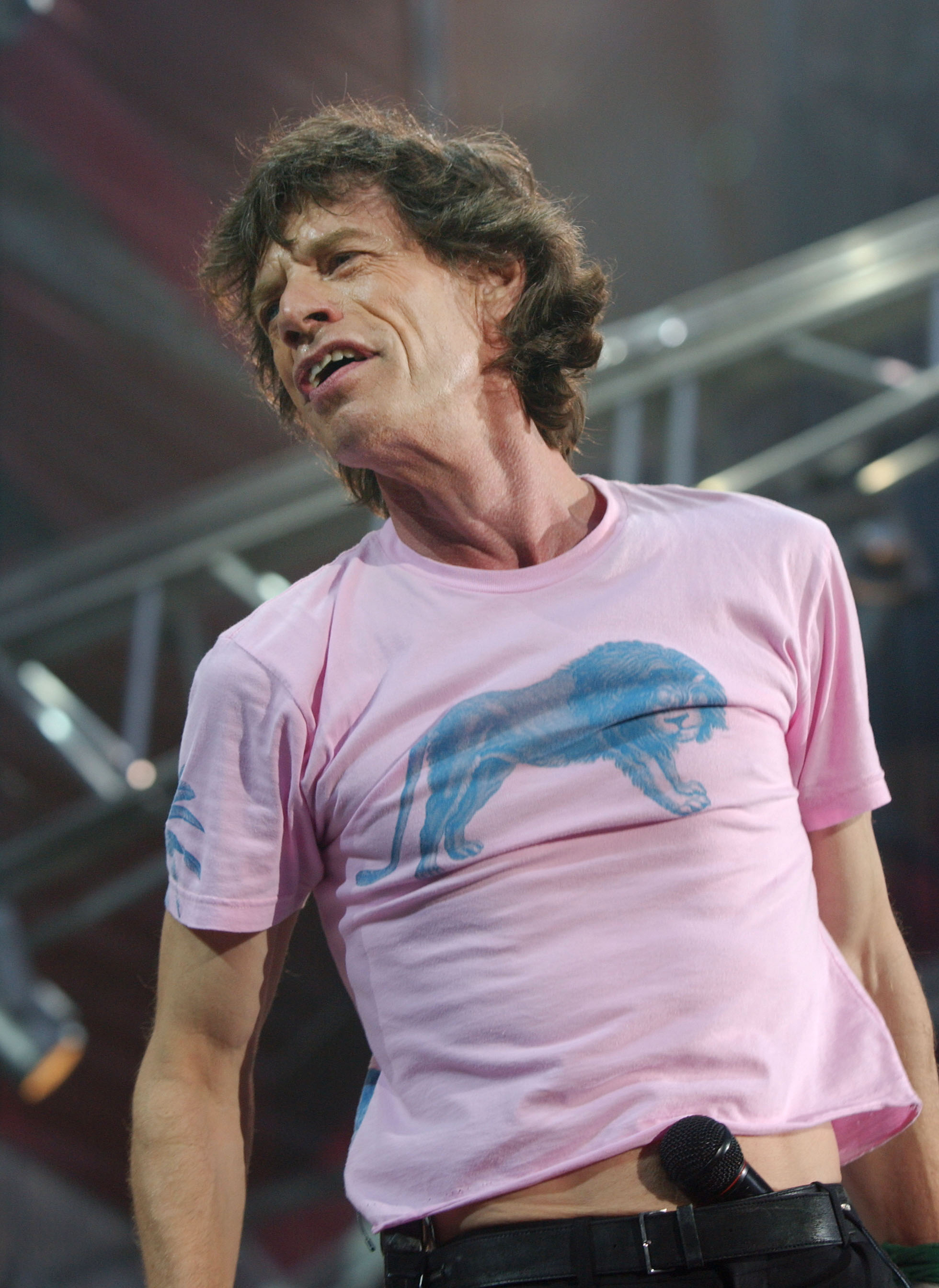
イタリアのサン・シーロにて（2003年）

ジャガーは2002年の誕生日の叙勲で「ポピュラー音楽に対する貢献」によってナイトに叙勲され、2003年12月12日に叙任式が行われた。この数年前より当時のトニー・ブレア首相からナイト授与の要請があったことが明かされている。ジャガーはストーンズやソロ活動を理由にこれを断っていたが、このとき（2003年当時）首相より「ローリング・ストーンズが40年という前人未到の活動を続ける今、あなた以上にこれ（ナイトの称号）を得るに相応しい人物はいない」といわれたという。しかし、ジャガーの受章に対しキース・リチャーズは「俺は勲章の授与なんて馬鹿げたことだと思ったよ。そんなことはストーンズらしくないぜ。だろ？俺はくそ忌々しい冠を付けてきざなアーミンの白い毛皮を羽織った誰かさんとステージに上がるなんてゴメンだね。俺はミックに言ってやったよ。『そいつは糞食らえの無価値な名誉だ』ってね」と批判し、ジャガーは「キースはアイスクリームが欲しくて泣き叫ぶ子供。彼も本当は欲しいんだ」と反論している。2005年にストーンズのアルバム『ア・ビガー・バン』の録音やそれに続くツアーの準備を行う傍ら、ジャガーはその後も関係が続く元ユーリズミックスのデイヴ・スチュワートとともに映画「アルフィー」の音楽を手がける。
2007年には「ア・ビガー・バン・ツアー」の終了に前後して、自身初となるソロ・ベスト・アルバム『ヴェリー・ベスト・オブ・ミック・ジャガー』を発表する。本作にはそれまでソロ・アルバムには未収録だった他のアーティストとのデュエットしたものなどが収められている。
2011年にはキャリア50年目にして初の別バンド「スーパーヘヴィ」を結成。ジャガーの他に、先の映画「アルフィー」の制作の際に関わったデイヴ・ステュアートと、ジョス・ストーン、ダミアン・マーリー（ボブ・マーリーの息子）、A・R・ラフマーンという5人組。9月21日にアルバム『スーパーヘヴィ』を発売。さらにこの年、マルーン5がジャガーを題材にした楽曲「ムーブス・ライク・ジャガー（Moves like Jagger）」を発売し、ビルボード1位を獲得している。これに制作されたPVでは、60年代から00年代までジャガーが公演で着ていた衣装を再現したものを、数多くのモデルや俳優が纏い、ジャガーの真似をするというユニークなものとなっている。シアkし制作された当初のPVを閲覧した際、ジャガーが「自分の映像がフィーチャーされすぎているので、もっと減らしたほうが良い」とマルーン5側に助言した。またジャガーは映像で「ワイルド・ホーセズ」を、女性歌手フローレンス・ウェルチとデュエットした。
2014年、ストーンズの世界ツアーに参加。しかし3月、日本公演後行われるはずだったオーストラリアに到着後、自身の恋人で良きビジネス・パートナーでもあったローレン・スコットが自殺したという報告を聞き、茫然自失となった。メンバーは各自が「今はミックを支える時だ」と声明を出し、これに伴って予定されていたオーストラリア、ニュージーランド公演は延期されることが発表された。2001年頃にスコットと出会ったジャガーはその後交際するようになったといい、その後はメンバーの衣装も考案させるようになっていた。スコットは約9百万ドルと言われる全資産をジャガーに遺した。
スコットの死後、ジャガーはアメリカン・バレエ・シアターのバレリーナであるメラニー・ハムリックと恋人関係になり、2016年には73歳にしてメラニーとの間に8人目の子供を授かった。
2019年に、心臓弁の手術を受けるため、北米ツアーの延期を発表した。2019年3月にジャガーは重度の大動脈弁狭窄症を指摘され、ニューヨークで経皮的大動脈弁置換術（Transcatheter Aortic Valve Implantation/Replacement:TAVR/TAVI）を受け順調に回復した。大動脈弁狭窄症は開胸手術が選択されることが多かったが適応拡大に伴い、開胸手術低リスク患者であるジャガーにも経皮的大動脈弁置換術が施行された。

## 日本公演
1972年に、ストーンズ初の日本公演が翌年1月に日本武道館で行われることが発表され、入場券販売も行われたが、ジャガーが1969年の大麻不法所持による有罪判決が原因で入国拒否され、中止となった。日本のファンはストーンズの来日公演を17年後の1990年まで、日本武道館での公演は30年後の2003年まで待たなければならなかった。
ジャガー自身はストーンズとして来日する前に、ソロ・アルバム『プリミティヴ・クール』（Primitive Cool）の楽曲と共に1988年3月に単独で来日し、東京、大阪、名古屋で公演を開いた。そのうちの東京公演は竣工直後の東京ドームのこけら落とし公演であり、ジャガーは東京ドームで初めて公演を開催したミュージシャンとなった。『プリミティヴ・クール』にも参加したジェフ・ベックが帯同するという噂も流れたが、ベックがこの話を断ったため、ジョー・サトリアーニがリード・ギターを担当。日本人パーカショニストのツトム・ヤマシタが全公演、また東京公演の2日目ではティナ・ターナーがゲスト出演した。
Live "Mick Jagger in Japan."」（※全公演SS席6500円、S席5000円）
3月15日・16日・18日・28日 大阪城ホール（28日は、19日に予定だった公演の本人の急病（風邪）による延期公演）

3月22日・23日 東京ドーム

3月25日・26日 名古屋市国際展示場（追加公演）
メンバー

ミック・ジャガー - ボーカル、ハーモニカ、ギター

ジョー・サトリアーニ- ギター

ジミー・リップ - ギター

ダグ・ウィンビッシュ - ベース

サイモン・フィリップス - ドラムス

フィル・アシュリー - キーボード

リチャード・コットル - キーボード、サックス

リサ・フィッシャー - バッキング・ボーカル
ほか、
ツトム・ヤマシタ - ゲスト・パーカッション

ティナ・ターナー - ゲスト・ボーカル（東京公演2日目のみ）

## 資産
2007年4月、米経済誌フォーブス誌が「過去25年間でもっとも高くついたセレブリティの離婚」のランキングを発表し、ミック・ジャガーとジェリー・ホールの離婚にともなう財産分与金が1500 - 2500万ドルで10位にランクインした。2009年4月、英サンデー・タイムズ紙が「英音楽界での長者番付」を発表し、推定資産が1億9000万ポンドだったことがわかった。ミック・ジャガーは経済危機の影響で16%の資産を失った。
2009年11月、カートゥーン・ネットワークが「未来のイギリスのトップセレブ」のランキングを発表し、ミック・ジャガーの娘のリジー・ジャガーの20年後の推定総資産額が3億1000万ポンド（日本円で約462億円）で5位にランクインした。このランキングはセレブの子どもたちの20年後の総資産額を推定して作られたものでスター性、推定相続額、才能、カメラ好き度、ショービジネス性などのいくつかのカテゴリーの総合で順位が決まる。
2011年5月、英サンデー・タイムズ紙が「英音楽界での長者番付」を発表し、推定資産が1億9000万ポンドで8位にランクインした。経済に詳しいミックは、ストーンズ自身の独自レーベル「ローリング・ストーンズ・レーベル」を立ち上げた以降、バンドの運営に大きく関与している。バンドのギャランティはもちろんのこと、印税配分の管理も自身でおこなっている。

## 私生活
健康オタクとしても知られるジャガーは長年入念な体力トレーニングを行ってきたが、1960年代の頃までは喫煙者であった。健康を害することを知りながら喫煙して来たが、パフォーマンスに影響することに気付いて以来自発的に禁煙家に転向して薬物も一切断つなど、現在まで数十年間健康を志向している。それらはソロ・アルバム『ゴッデス・イン・ザ・ドアウェイ』の宣伝の一環で自宅の映像が流れた際、いくつかの健康器具などが見られた。初来日の際は、ランニングを行っている姿がテレビで取り上げられるなど、いくつかのメディアや映像などから健康志向が窺える。ジャガーの健康志向は、父ジョー・ジャガーが体育教師を務めていた影響だともいわれる。

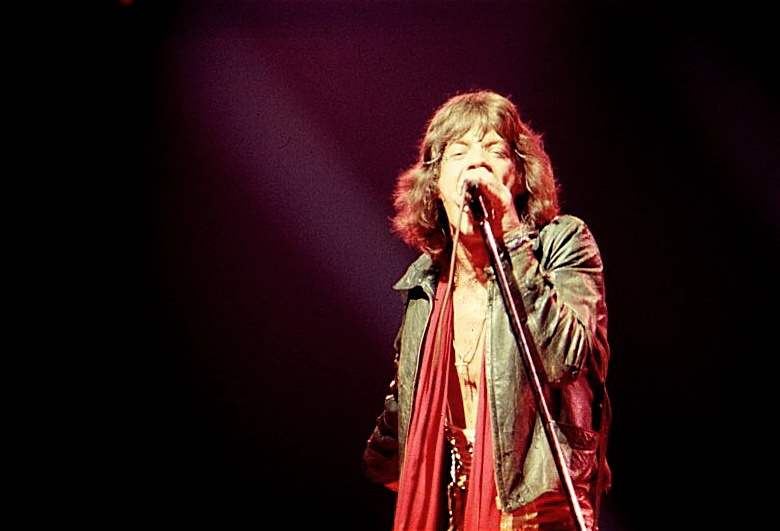
ニューヨークでの公演にて（1972年7月）

5人の女性と計8人の子どもをもうけて孫が5人いる。2014年5月19日に第1子ジェイドの娘のアッシシに娘が生まれ、曾祖父となった。
1971年5月12日、ジャガーはニカラグア人のビアンカ・ペレス・モラ・マシアスと結婚した。マシアスは10月21日に娘のジェイドを出産した（第1子）。1973年に歌手のマーシャ・ハントは、彼女が1970年に出産した娘の父親がジャガーであることを、ロンドンの裁判所に申し立てた。子供はジャガーの娘であると1979年に判明したため、養育費として毎週1,500ドルの支払いをロサンゼルス地裁がジャガーに命じた。その後マシアスと1979年11月に離婚すると、ジャガーは1977年頃からアメリカ人モデルのジェリー・ホールと交際を始め、1984年3月2日に娘のエリザベス・スカーレット・ジャガー、1985年8月28日に息子のジェームス・リロイ・オーガスティン、1992年1月12日に娘のジョージア・メイ・ジャガー、1997年12月9日にガブリエル・ルーク・ジャガーの計4子を授かった。またブラジル人女性との間にも、子供を授かった。

## その他

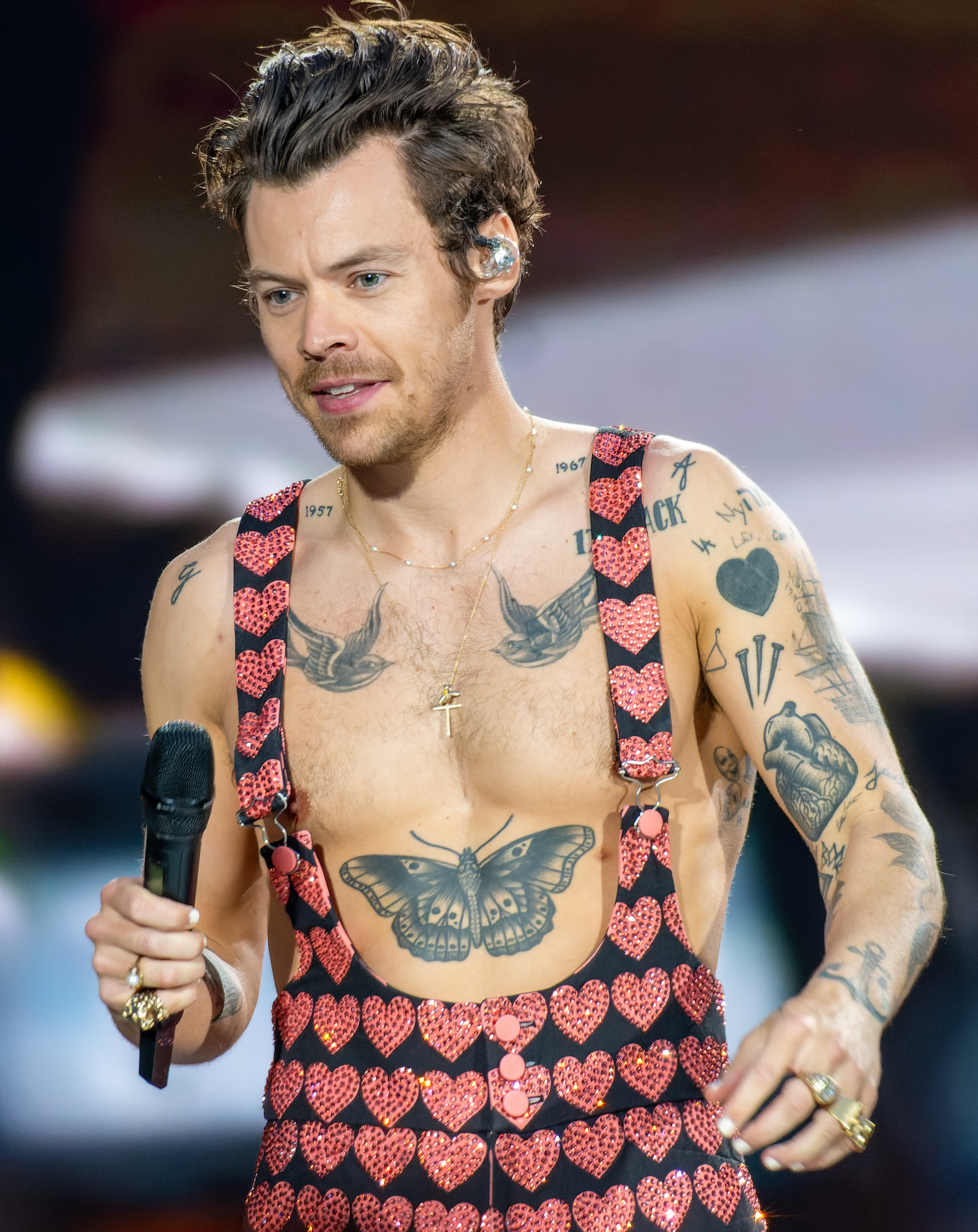
ハリー・スタイルズ

ジャガーとハリー・スタイルズが似ているとしばしば話題になるが、ジャガー本人は「顔など表面的な部分が似ているだけで、彼は俺のような声を持ってないし、ステージパフォーマンスの動きなども異なる」と考えている、だがハリーのことは「好きで、仲も良い」とインタビューで語っている。
ジャガーはサッカーのファンだが、FIFAワールドカップにおいて、ジャガーが応援したチームは負けるというオカルト的なジンクスもある（当然ながら科学的根拠はない）。ジャガーがブラジル人の息子と観戦に訪れた2014年FIFAワールドカップ準決勝のブラジル-ドイツ戦ではブラジルが1-7で大敗し、メディアにジンクスを報道された。ジャガーは、ザ・サンの取材に「ドイツの1点目は僕のせいでもいい、あとは知らないよ」と答えた。2018年FIFAワールドカップ準決勝のイングランド対クロアチア戦でも、ミックは母国イングランドを応援するためにモスクワを訪れたが、イングランドは敗れ、イギリスのメディアに報道された
。なおこのジンクスは本人公認であると考えられ、ワッツと出演したモンティ・パイソンのスケッチ映像はジャガーが贔屓にしているサッカーチームが負けて悔しがるような描写から始まる。
ジャガーはまたクリケットの熱烈なファンとしても知られ、クリケットの聖地と呼ばれるロンドンにあるローズ・クリケット・グラウンドに頻繁に足を運び、イングランド代表のテストマッチなどを熱心に観戦している。関係者は「ミックは大のクリケットファンで、ずっとジ・オーバルでのボックス席を欲しがっていた。彼の家族は何年も彼にボックス席を与えようとしたが、需要が膨大で待機リストが沢山ある。」と語った。関係者はさらに、「ジ・オーバルでボックス席を持つことは信じられないほど高価で、非常に切望されているので、家族が彼のために一生懸命働いてくれたことを彼はとても幸運に感じています」と付け加えた。ジャガーが初めてジ・オーバルで試合を観戦したのは8歳の時だった。

## ディスコグラフィ

### ソロ・アルバム
- 1985年 『シーズ・ザ・ボス』 - She's The Boss（全英6位・全米13位）
- 1987年 『プリミティヴ・クール』 - Primitive Cool（全英26位・全米41位）
- 1993年 『ワンダーリング・スピリット』 - Wandering Spirit（全英12位・全米11位）
- 2001年 『ゴッデス・イン・ザ・ドアウェイ』 - Goddess in the Doorway（全英44位・全米39位）
- 2007年 『ヴェリー・ベスト・オブ・ミック・ジャガー』 - The Very Best Of Mick Jagger

### シングル
| Year                               | Single                                                       | Peak chart positions | Peak chart positions | Peak chart positions | Peak chart positions | Peak chart positions | Peak chart positions | Certifications (sales thresholds) | Album                          |
| Year                               | Single                                                       | GER                  | IRE                  | UK                   | US                   | US Main              | US Dance             | Certifications (sales thresholds) | Album                          |
| ---------------------------------- | ------------------------------------------------------------ | -------------------- | -------------------- | -------------------- | -------------------- | -------------------- | -------------------- | --------------------------------- | ------------------------------ |
| 1970                               | "Memo from Turner"                                           | 23                   | —                    | 32                   | —                    | —                    | —                    |                                   | Performance (soundtrack)       |
| 1978                               | "Don't Look Back" (with Peter Tosh)                          | —                    | —                    | 43                   | 81                   | —                    | —                    |                                   | Bush Doctor (Peter Tosh album) |
| 1984                               | "State of Shock" (with The Jacksons)                         | 23                   | 8                    | 14                   | 3                    | 3                    | —                    |                                   | Victory (The Jacksons album)   |
| 1985                               | "Just Another Night"                                         | 16                   | 21                   | 32                   | 12                   | 1                    | 11                   |                                   | She's the Boss                 |
| 1985                               | "Lonely at the Top"                                          | —                    | —                    | —                    | —                    | 9                    | —                    |                                   | She's the Boss                 |
| 1985                               | "Lucky in Love"                                              | 44                   | —                    | 91                   | 38                   | 5                    | 11                   |                                   | She's the Boss                 |
| 1985                               | "Hard Woman"                                                 | 57                   | —                    | —                    | —                    | —                    | —                    |                                   | She's the Boss                 |
| 1985                               | "Dancing in the Street" (with David Bowie)                   | 6                    | 1                    | 1                    | 7                    | 3                    | 4                    |                                   | Single only                    |
| 1986                               | "Ruthless People (B side I'm Ringing)"                       | —                    | —                    | —                    | 51                   | 14                   | 29                   |                                   | Ruthless People (soundtrack)   |
| 1987                               | "Let's Work (B side Catch as Catch Can)"                     | 29                   | 24                   | 31                   | 39                   | 7                    | 32                   |                                   | Primitive Cool                 |
| 1987                               | "Throwaway"                                                  | —                    | —                    | —                    | 67                   | 7                    | —                    |                                   | Primitive Cool                 |
| 1987                               | "Say You Will"                                               | —                    | —                    | —                    | —                    | 39                   | —                    |                                   | Primitive Cool                 |
| 1993                               | "Sweet Thing"                                                | 23                   | —                    | 24                   | 84                   | 34                   | —                    |                                   | Wandering Spirit               |
| 1993                               | "Wired All Night"                                            | —                    | —                    | —                    | —                    | 3                    | —                    |                                   | Wandering Spirit               |
| 1993                               | "Don't Tear Me Up"                                           | 77                   | —                    | 86                   | —                    | 1                    | —                    |                                   | Wandering Spirit               |
| 1993                               | "Out of Focus"                                               | 70                   | —                    | —                    | —                    | —                    | —                    |                                   | Wandering Spirit               |
| 2001                               | "God Gave Me Everything (B side Blue)"                       | 60                   | —                    | —                    | —                    | 24                   | —                    |                                   | Goddess in the Doorway         |
| 2002                               | "Visions of Paradise"                                        | 77                   | —                    | 43                   | —                    | —                    | —                    |                                   | Goddess in the Doorway         |
| 2004                               | "Old Habits Die Hard" (with Dave Stewart)                    | 62                   | —                    | 45                   | —                    | —                    | —                    |                                   | Alfie (soundtrack)             |
| 2008                               | "Charmed Life"                                               | —                    | —                    | —                    | —                    | —                    | 18                   |                                   | The Very Best of Mick Jagger   |
| 2011                               | "Miracle Worker" (with SuperHeavy)                           | —                    | —                    | 136                  | —                    | —                    | —                    |                                   | SuperHeavy (SuperHeavy album)  |
| 2011                               | "T.H.E (The Hardest Ever)" (with will.i.am & Jennifer Lopez) | —                    | 13                   | 3                    | 36                   | —                    | —                    |                                   | Non-album single               |
| "—" denotes releases did not chart |                                                              |                      |                      |                      |                      |                      |                      |                                   |                                |

### 映画
- 1970年　パフォーマンス - Performance
- 1970年　太陽の果てに青春を - Ned Kelly
- 1972年　Umano non umano
- 1978年　オール・ユー・ニード・イズ・キャッシュ - ALL YOU NEED IS CASH（ラトルズのテレビ映画 - ミック・ジャガー役で出演）
- 1978年　Wings of Ash: Pilot for a Dramatization of the Life of Antonin Artaud
- 1992年　フリージャック - Freejack
- 1997年　ベント／堕ちた饗宴 - Bent
- 2001年　エニグマ - Enigma（製作）
- 2001年　The Man from Elysian Fields
- 2003年　Mayor of the Sunset Strip
- 2007年　アニー・リーボヴィッツ レンズの向こうの人生 - Annie Leibovitz: Life Through a Lens

### テレビドラマ
- 1983年 フェアリーテール・シアター Faerie Tale Theatre

### テレビアニメ
- 2002年 ザ・シンプソンズ - 本人役でゲスト出演